# Sinagoga Ettedgui
La sinagoga Ettedgui (in arabo كنيس التدغي‎?) è una sinagoga di Casablanca, in Marocco. La sinagoga venne distrutta nel 1942 da un bombardamento anglo-americano nell'ambito dell'Operazione Torch. A partire dal 2011, vennero avviati i progetti di restauro. La sinagoga venne riaperta nel 2016 alla presenza di re Muhammad VI.